# Финландизација
Финландизација (фин. suomettuminen; рус. финляндизация, finlyandizatsiya) јесте процес којим једна моћна држава тера мању суседну државу да се уздржи од супротстављања њеним спољнополитичким настојањима или амбицијама, док јој дозвољава да задржи своју номиналну независност и сопствени политички систем. Термин значи „постати попут Финске“, што се односи на утицај Совјетског Савеза на политику Финске током Хладног рата.
Термин се често сматра пејоративним. Настао је у западнонемачкој политичкој дебати касних 1960-их и 1970-их. Како се тај израз користио у Западној Немачкој и другим земљама НАТО-а, односио се на одлуку земље да не изазива моћнијег суседа у спољној политици, а да притом задржи национални суверенитет. Обично се користи у вези са политиком Финске у односу на Совјетски Савез током Хладног рата, али се може уопштеније односити на сличне међународне односе, као што је став Данске према Немачкој између 1871. и 1940. или политика Швајцараца влада према нацистичкој Немачкој до краја Другог светског рата.

## Порекло и међународна употреба
У Немачкој, овај термин су углавном користили заговорници ближег прилагођавања политици САД, углавном Франц Јозеф Штраус, али су га првобитно сковали у научној дебати, а објавили су га немачки политиколози Валтер Халлстеин и Рицхард Ловентхал, одражавајући страхове од ефеката повлачења америчке трупе из Немачке. Почео је да се користи у дебати земаља НАТО-а као одговор на покушаје Вилија Бранта да нормализује односе са Источном Немачком, и на следећи раширени скептицизам у Немачкој према Одлуци НАТО-а о двоструком колосеку. Касније, након пада Совјетског Савеза, термин је коришћен у Финској за радикализацију после 1968. године у другој половини ере Урха Кеконена.
Током 1990-их, о Финландизацији се такође расправљало као о потенцијалној стратегији коју је Совјетски Савез под Горбачовом можда покушао да ревидира свој однос са државама Варшавског пакта од 1989. до 1991. године, као начин преласка са неформалне империје на модел лабавије сфере утицаја, што је онемогућио пад СССР-а.
Експерти за спољну политику САД су се доследно плашили да ће Западна Европа и Јапан бити финландизовани од стране Совјетског Савеза, што је довело до ситуације у којој ови кључни савезници више неће подржавати САД против Совјетског Савеза. Теорија развлачења пружила је подршку идеји да би НАТО и америчко-јапански савез могли пропасти, ако Сједињене Државе нису биле у стању да пруже снажну и кредибилну подршку антикомунистичким позицијама својих савезника.
Термин се такође користио у дискусијама о другим земљама, на пример као потенцијалном исходу руско-украјинског рата.

## Финска перцепција
Финци имају, и имали, широк спектар реакција на термин „финландизација“. Неки су тај термин схватили као грубу критику, произишлу из неспособности да се разуме практичност како мала нација треба да се носи са суседном суперсилом без губитка свог суверенитета. Ове практичности су постојале првенствено због дуготрајног ефекта руске владавине у периоду пре него што су Финци први пут стекли суверенитет; и због несигурне равнотеже снага на истоку, која извире из географски проширене, али ретко насељене државе са традиционално империјалистичком суперсилом одмах преко границе.
Разлог зашто се Финска ангажовала у финландизацији је првенствено била реалполитика: опстати. Са друге стране, претња Совјетског Савеза коришћена је иу унутрашњој политици Финске на начин који је можда продубио Финландизацију (играње на тзв. фин. idänkortti. ). Финска је склопила такав договор са владом Јосифа Стаљина касних 1940-их, и у великој мери су га поштовале обе стране – и то у корист обе стране – све до пада Совјетског Савеза 1991. године. Многи обични Финци су тај термин сматрали веома увредљивим.